# Radhica elisabethae
Radhica elisabethae är en fjärilsart som beskrevs av De Lajonquière 1977. Radhica elisabethae ingår i släktet Radhica och familjen ädelspinnare. Inga underarter finns listade i Catalogue of Life.